# جون أشلي
جون أشلي (بالإنجليزية: John Ashley)‏ (و. 1930 – 2008 م) هو لاعب هوكي الجليد كندي، ولد في كامبريدج، أونتاريو، توفي في كيتشنر، أونتاريو، عن عمر يناهز 78 عاماً.
.

## روابط خارجية
- جون أشلي على موقع HockeyDB.com (الإنجليزية)